# Eliteserien i bandy 2007/2008
Eliteserien i bandy 2007/2008 spelades 4 november 2007-13 februari 2008 och vanns av Solberg SK, medan serietvåan Stabæk IF efter slutspelet vann det norska mästerskapet i bandy, genom att i finalmatchen den 8 mars 2008 besegra Solberg SK med 8-5. Det var Stabæk IF:s tredje raka norska mästerskap. Lag 1-2 i serien gick vidare till semifinalspel, lag 3-4 till kvartsfinalspel. Lag 5-6 säkrade nytt kontrakt och lag 7-8 fick kvala för att hålla sig kvar.

## Seriespelet
| Nr | Lag           | Spelade | Vinster | Oavgjorda | Förluster | Gjorda mål-insläppta mål | Målskillnad | Poäng |
| -- | ------------- | ------- | ------- | --------- | --------- | ------------------------ | ----------- | ----- |
| 1  | Solberg SK    | 21      | 18      | 2         | 1         | 190 - 67                 | 123         | 38    |
| 2  | Stabæk IF     | 21      | 17      | 1         | 3         | 180 - 68                 | 112         | 35    |
| 3  | Ullevål IL    | 21      | 13      | 0         | 8         | 126 - 94                 | 32          | 26    |
| 4  | Drammen Bandy | 21      | 12      | 0         | 9         | 127 - 115                | 12          | 24    |
| 5  | Mjøndalen IF  | 21      | 11      | 1         | 9         | 122 - 113                | 9           | 23    |
| 6  | Sarpsborg BK  | 21      | 6       | 0         | 15        | 86 - 126                 | -40         | 12    |
| 7  | IF Ready      | 21      | 4       | 1         | 16        | 75 - 130                 | -55         | 9     |
| 8  | Hamar IL      | 21      | 0       | 1         | 20        | 59 - 252                 | -193        | 1     |

## Seriematcherna
| 4 november 2007 Hamar 1 - 12 Mjøndalen (Vikingskipet) 7 november 2007 Hamar 5 - 14 Ullevål (Vikingskipet) 11 november 2007 Hamar 3 - 17 Solberg (Vikingskipet) 14 november 2007 Hamar 1 - 13 Stabæk (Vikingskipet) 14 november 2007 Solberg 4 - 0 Drammen Bandy (Vassenga) 14 november 2007 Ullevål 7 - 4 Mjøndalen (Valle Hovin) 18 november 2007 Drammen Bandy 8 - 3 Ullevål (Marienlyst) 18 november 2007 Mjøndalen 2 - 1 Sarpsborg (Vassenga) 18 november 2007 Ready 5 - 3 Hamar (Gressbanen) 18 november 2007 Stabæk 5 - 5 Solberg (Stabekk) 21 november 2007 Solberg 7 - 4 Ullevål (Vassenga) 21 november 2007 Stabæk 4 - 1 Ready (Stabekk) 25 november 2007 Drammen Bandy 14 - 0 Hamar (Marienlyst) 25 november 2007 Mjøndalen 6 - 10 Stabæk (Vassenga) 25 november 2007 Ready 2 - 5 Solberg (Gressbanen) 25 november 2007 Ullevål 10 - 1 Sarpsborg (Valle Hovin) 28 november 2007 Mjøndalen 5 - 1 Ready (Vassenga) 28 november 2007 Stabæk 8 - 3 Drammen Bandy (Stabekk) 2 december 2007 Drammen Bandy 7 - 3 Ready (Marienlyst) 2 december 2007 Solberg 6 - 6 Mjøndalen (Vassenga) 2 december 2007 Ullevål 2 - 4 Stabæk (Valle Hovin) 5 december 2007 Mjøndalen 6 - 10 Drammen Bandy (Vassenga) 5 december 2007 Ready 3 - 5 Ullevål (Gressbanen) 5 december 2007 Stabæk 8 - 3 Sarpsborg (Stabekk) 9 december 2007 Drammen Bandy 4 - 13 Solberg (Marienlyst) 9 december 2007 Mjøndalen 4 - 7 Ullevål (Vassenga) 9 december 2007 Ready 5 - 1 Sarpsborg (Gressbanen) 9 december 2007 Stabæk 15 - 2 Hamar (Stabekk) 12 december 2007 Mjøndalen 6 - 1 Sarpsborg (Vassenga) 12 december 2007 Solberg 4 - 2 Stabæk (Solbergbanen) 12 december 2007 Ullevål 7 - 5 Drammen Bandy (Valle Hovin) 16 december 2007 Drammen Bandy 9 - 4 Sarpsborg (Marienlyst) 16 december 2007 Mjøndalen 14 - 4 Hamar (Vassenga) 16 december 2007 Ready 2 - 11 Stabæk (Gressbanen) 16 december 2007 Ullevål 1 - 6 Solberg (Valle Hovin) 19 december 2007 Hamar 4 - 12 Drammen Bandy (Hamar stadion) 19 december 2007 Solberg 13 - 0 Ready (Solbergbanen) 19 december 2007 Stabæk 11 - 1 Mjøndalen (Stabekk) 19 december 2007 Ullevål 5 - 3 Sarpsborg (Valle Hovin) 21 december 2007 Drammen Bandy 0 - 10 Stabæk (Marienlyst) 21 december 2007 Ready 4 - 6 Mjøndalen (Gressbanen) 21 december 2007 Solberg 7 - 4 Sarpsborg (Solbergbanen) 21 december 2007 Ullevål 9 - 1 Hamar (Valle Hovin) | 26 december 2007 Hamar 2 - 8 Sarpsborg (Hamar stadion) 26 december 2007 Mjøndalen 6 - 11 Solberg (Vassenga) 26 december 2007 Ready 4 - 5 Drammen Bandy (Gressbanen) 26 december 2007 Stabæk 7 - 5 Ullevål (Stabekk) 30 december 2007 Drammen Bandy 4 - 8 Mjøndalen (Marienlyst) 30 december 2007 Solberg 18 - 3 Hamar (Solbergbanen) 30 december 2007 Ullevål 5 - 3 Ready (Valle Hovin) 2 januari 2008 Hamar 2 - 11 Stabæk (Hamar stadion) 2 januari 2008 Sarpsborg 1 - 3 Ready (Sarpsborg) 2 januari 2008 Solberg 7 - 3 Drammen Bandy (Solbergbanen) 2 januari 2008 Ullevål 5 - 3 Mjøndalen (Valle Hovin) 4 januari 2008 Sarpsborg 2 - 10 Solberg (Sarpsborg) 6 januari 2008 Hamar 9 - 9 Ready (Hamar stadion) 6 januari 2008 Sarpsborg 2 - 12 Stabæk (Sarpsborg) 9 januari 2008 Drammen Bandy 6 - 5 Ullevål (Marienlyst) 9 januari 2008 Ready 7 - 5 Hamar (Gressbanen) 9 januari 2008 Sarpsborg 6 - 2 Mjøndalen (Sarpsborg) 9 januari 2008 Stabæk 5 - 8 Solberg (Stabekk) 11 januari 2008 Sarpsborg 12 - 2 Hamar (Sarpsborg) 13 januari 2008 Hamar 5 - 12 Mjøndalen (Hamar stadion) 13 januari 2008 Sarpsborg 4 - 7 Drammen Bandy (Sarpsborg) 13 januari 2008 Solberg 2 - 6 Ullevål (Solbergbanen) 13 januari 2008 Stabæk 5 - 4 Ready (Stabekk) 16 januari 2008 Drammen Bandy 8 - 1 Hamar (Marienlyst) 16 januari 2008 Mjøndalen 6 - 5 Stabæk (Vassenga) 20 januari 2008 Hamar 1 - 10 Ullevål (Hamar stadion) 20 januari 2008 Mjøndalen 6 - 5 Ready (Vassenga) 20 januari 2008 Sarpsborg 4 - 9 Solberg (Sarpsborg) 20 januari 2008 Stabæk 14 - 5 Drammen Bandy (Stabekk) 22 januari 2008 Sarpsborg 7 - 5 Ullevål (Sarpsborg) 6 februari 2008 Sarpsborg 8 - 4 Ready (Sarpsborg) 8 februari 2008 Drammen Bandy 8 - 2 Ready (Marienlyst) 8 februari 2008 Sarpsborg 11 - 2 Hamar (Sarpsborg) 8 februari 2008 Solberg 5 - 1 Mjøndalen (Vassenga) 8 februari 2008 Ullevål 5 - 9 Stabæk (Valle Hovin) 10 februari 2008 Ready 3 - 12 Solberg (Gressbanen) 10 februari 2008 Sarpsborg 2 - 5 Drammen Bandy (Sarpsborg) 13 februari 2008 Hamar 3 - 20 Solberg (Hamar stadion) 13 februari 2008 Mjøndalen 6 - 4 Drammen Bandy (Vassenga) 13 februari 2008 Ready 5 - 6 Ullevål (Gressbanen) 13 februari 2008 Stabæk 11 - 1 Sarpsborg (Stabekk) |

## Slutspel

### Kvartsfinaler
- 16 februari 2008: Drammen Bandy-Mjøndalen IF 4-2
- 16 februari 2008: Ullevål IL-Sarpsborg BK 2-5

- 18 februari 2008: Mjøndalen-Drammen Bandy 8-3
- 18 februari 2008: Sarpsborg BK-Ullevål IL 5-4 (Sarpsborg BK vidare med 2-0 i matcher)

- 20 februari 2008: Drammen Bandy-Mjøndalen IF 7-1 (Drammen Bandy vidare med 2-0 i matcher)

### Semifinaler
- 24 februari 2008: Solberg SK-Sarpsborg BK 6-2
- 24 februari 2008: Stabæk IF-Drammen Bandy 6-5

- 27 februari 2008: Drammen Bandy-Stabæk IF 6-4
- 27 februari 2008: Sarpsborg BK-Solberg SK 7-11

- 29 februari 2008: Solberg SK-Sarpsborg BK 8-3 (Solberg SK vidare med 3-0 i matcher)
- 29 februari 2008: Stabæk IF-Drammen Bandy 10-4

- 2 mars 2008: Drammen Bandy-Stabæk IF 6-8 (Stabæk IF vidare med 3-1 i matcher)

### Final
- 8 mars 2008: Stabæk IF-Solberg SK 8-5

Stabæk IF norska mästare i bandy för herrar säsongen 2007/2008.

## Kvalspel till Eliteserien
Lag 1-2 till Eliteserien 2008/2009. Lag 3-4 till 1. Divisjon 2008/2009.
| Nr | Lag            | Spelade | Vinster | Oavgjorda | Förluster | Gjorda mål-insläppta mål | Målskillnad | Poäng |
| -- | -------------- | ------- | ------- | --------- | --------- | ------------------------ | ----------- | ----- |
| 1  | IF Ready       | 3       | 2       | 1         | 0         | 20 - 9                   | 11          | 6     |
| 2  | Høvik IF       | 3       | 2       | 0         | 1         | 13 - 10                  | 3           | 4     |
| 3  | Øvrevoll/Hosle | 3       | 1       | 1         | 1         | 9 - 13                   | -4          | 3     |
| 4  | Hamar IL       | 3       | 0       | 0         | 3         | 8 - 18                   | - 10        | 0     |